# Moadon Kaduregel Maccabi Kiryat Gat
Il Moadon Kaduregel Maccabi Kiryat Gat (in ebraico מועדון כדורגל מכבי קריית גת‎?), noto come Maccabi Kiryat Gat, è una società polisportiva israeliana, avente sede a Kiryat Gat. È meglio nota per la sua sezione calcistica.
Fondato nel 1967, il club ha conosciuto la sua epoca migliore nei primi anni duemila, quando giunse secondo nella Liga Leumit 2000-2011, qualificandosi per la prima volta in Ligat ha'Al. La prima stagione nella massima serie, tuttavia, si concluse con il Maccabi Kiryat Gat all'ultimo posto, con conseguente ritorno in Liga Leumit.
Nel 2004, a causa di un pesante deficit economico, l'IFA costrinse il Maccabi a ripartire dalla Liga Alef, la terza divisione.
Da allora, non è mai riuscito a riconquistare la promozione e il Maccabi Kiryat Gat milita tutt'oggi in Liga Alef, nel girone del sud.

## Palmarès

### Altri piazzamenti
- Liga Leumit:

Secondo posto: 1999-2000, 2000-2001

## Rosa 2015-2016
| N. |                    | Ruolo | Calciatore     |
| -- | ------------------ | ----- | -------------- |
| 1  | Israele (bandiera) | P     | Tvrtko Kale    |
| 2  | Israele (bandiera) | D     | Tom Avitan     |
| 3  | Israele (bandiera) | D     | Adi Tamir      |
| 4  | Israele (bandiera) | D     | Nadav Keidar   |
| 5  | Israele (bandiera) | C     | Omri Cohen     |
| 6  | Israele (bandiera) | D     | Eliran George  |
| 7  | Israele (bandiera) | C     | Eli Zizov      |
| 8  | Israele (bandiera) | C     | Eden Mor       |
| 9  | Israele (bandiera) | A     | Omer Mulai     |
| 10 | Israele (bandiera) | C     | Shlomi Moshe   |
| 11 | Israele (bandiera) | C     | Firas Awad     |
| 15 | Israele (bandiera) | C     | Edi Edri       |
| 18 | Israele (bandiera) | C     | Ohad Edelstein |

| N. |                    | Ruolo | Calciatore      |
| -- | ------------------ | ----- | --------------- |
| 19 | Israele (bandiera) | D     | Mor Fhima       |
| 20 | Israele (bandiera) | D     | Kobi Nahmias    |
| 21 | Albania (bandiera) | A     | Andi Ribaj      |
| 23 | Israele (bandiera) | C     | Dor Nagar       |
| 25 | Israele (bandiera) | C     | Shay David      |
| 26 | Israele (bandiera) | C     | Dudu Aroas      |
| 30 | Israele (bandiera) | D     | Yarin Megidish  |
| 33 | Israele (bandiera) | P     | Gal Navon       |
| 36 | Israele (bandiera) | P     | Hen Asael       |
| 42 | Israele (bandiera) | C     | Daniel Solomon  |
|    | Israele (bandiera) | C     | Yuval Ben Dayan |
|    | Israele (bandiera) | C     | Tzlil Nehemia   |
|    | Israele (bandiera) | A     | Michael Hemo    |